# 이삭단엽란족
이삭단엽란족(--單葉蘭族, 학명: Malaxideae 말락시데아이[*])은 석곡아과의 족이다.

## 하위 분류
- 석곡아족(Dendrobiinae Benth. & Hook.f.)
- 이삭단엽란아족(Malaxidinae Benth.)